# Symphonie no 44 de Mozart
Pour les articles homonymes, voir Symphonie no 44 et K81.
La Symphonie en ré majeur «no 44», K. 81/73l, a probablement été écrite par Wolfgang Amadeus Mozart à Rome en 1770.

## Histoire
Il n'existe pas d'autographes des quatre symphonies en ré majeur de Mozart écrites durant la première tournée en Italie (K. 81, K. 84, K. 95 et K. 97), et leur authenticité est douteuse. Une copie de K. 81, datée du 25 avril 1770, attribue la symphonie à Wolfgang. Une lettre du 25 avril 1770 de Mozart à sa sœur indique que Leopold a copié une de ses symphonies (de Mozart) dont l'autographe doit rester à la maison. Un catalogue de Breitkopf & Härtel donne Leopold comme son compositeur, mais la raison de cette erreur pourrait être que c'est Léopold qui leur a présenté l'œuvre et non Wolfgang.
Dans son édition du catalogue Köchel, Alfred Einstein rejette la paternité de Léopold, indiquant qu'il serait étrange que Léopold ait composé l'une des plus "charmantes et intelligentes" des symphonies italiennes de 1770. Toutefois, dans le cas semblable de la symphonie "Lambach", la symphonie la « plus moderne » "New Lambach" s'est avérée être un travail de Léopold. En outre, Neal Zaslaw n'est pas d'accord avec le point de vue (« charmante et intelligente ») sur la symphonie K. 81, la qualifiant de « brillante, superficielle et conventionnelle ».
Bernhard Paumgartner attribue la symphonie à Wolfgang, et affirme (d'accord avec Wolfgang Gersthofer) que ces quatre symphonies italiennes se ressemblaient, ce qui rend probable qu'elles soient toutes l'œuvre du même compositeur, et qu'elles sont caractéristiques des symphonies de Mozart composées en Italie. Ainsi, ils estiment qu'il est très probable que Mozart soit l'auteur des quatre symphonies,.
La Alte Mozart-Ausgabe (publiée en 1879–1882) attribue les nombres 1–41 aux 41 symphonies portant des numéros. Les symphonies non numérotées (certaines, dont K. 81, publiées dans les suppléments du Alte-Mozart Ausgabe jusqu'en 1910) ont été parfois numérotées avec les nombres de 42 à 56, bien qu'elles aient été écrites avant la Symphonie no 41 de Mozart (écrite en 1788). La symphonie K. 81 a ainsi reçu le numéro 44.

## Instrumentation
| Instrumentation de la symphonie «no 44»                              |
| Cordes                                                               |
| premiers violons, seconds violons, altos, violoncelles, contrebasses |
| Bois                                                                 |
| 2 hautbois                                                           |
| Cuivres                                                              |
| 2 cors en ré                                                         |

Dans les orchestres d'aujourd'hui, on ajoute habituellement des bassons et un clavecin pour renforcer les basses et le continuo. Les cors se taisent pendant le second mouvement.

## Structure
La forme de la symphonie est celle d'une symphonie italienne ou ouverture.
Elle comprend trois mouvements :
1. Allegro, à , en ré majeur, 106 mesures
2. Andante, à 
, en sol majeur, 73 mesures, 2 sections répétées deux fois (mesures 1 à 35, mesures 36 à 73)
3. Allegro molto, à 
, en ré majeur, 122 mesures, 2 sections répétées deux fois (mesures 1 à 76, mesures 77 à 122)

La durée de la symphonie est d'environ 10 minutes.
Introduction de l'Allegro:
La lecture audio n'est pas prise en charge dans votre navigateur. Vous pouvez télécharger le fichier audio.
Introduction de l'Andante:
La lecture audio n'est pas prise en charge dans votre navigateur. Vous pouvez télécharger le fichier audio.
Introduction de l'Allegro molto:
La lecture audio n'est pas prise en charge dans votre navigateur. Vous pouvez télécharger le fichier audio.